# Tom Daschle
Thomas Andrew "Tom" Daschle, född 9 december 1947 i Aberdeen, South Dakota, är en amerikansk politiker. Han var demokraternas ledare i USA:s senat 1995–2005.

## Biografi
Daschles farföräldrar var tyska invandrare från Ryssland. Daschle har en katolsk arbetarbakgrund och han var den första familjen att få en högskoleutbildning. Han avlade 1969 grundexamen i statsvetenskap vid South Dakota State University. Han tjänstgjorde sedan i tre år i flygvapnet US Air Force och var i fem år medarbetare åt senator James Abourezk.
Han representerade South Dakotas första distrikt i USA:s representanthus 1979–1983. Efter att South Dakota tappade det andra distriktet, representerade Daschle ensam hela delstaten i representanthuset 1983-1987. Han var därefter senator 1987–2005. Han var majoritetsledare i senaten från 3 januari till 20 januari 2001 och från 6 juni 2001 till 3 januari 2003. Daschle kandiderade till en fjärde mandatperiod i senaten men förlorade mot republikanen John Thune.
Daschle nominerades till hälsominister i Regeringen Obama. Han var tvungen att dra sin nominering tillbaka den 3 februari 2009.